# Національний парк Кевір
Національний парк Кевір (перс. پارک ملی کویر) — природоохоронна територія на півночі Ірану, що займає територію солончакової пустелі Деште-Кевір. Площа парку — 4000 км². Знаходиться на території чотирьох провінцій — Семнан, Тегеран, Кум та Ісфахан. Природний ландшафт парку — пустеля.

## Флора і фауна
Рослинний світ парку представлений 355 видами пустельних і степових рослин, 20 з яких є ендеміками.
У національному парку налічується 34 види ссавців, серед яких: гепард, перський леопард, вовк, гієна смугаста, кіт барханний, лисиця звичайна, лисиця піщана, газель Беннетта, козел безоаровий, дикий баран, шакал і каракал.
Також на території парку мешкають 155 видів птахів, в тому числі:  сіра і пустельна куріпки, пустельна сойка, дрохва, горобці, зяблики, ластівки, беркут, канюк, яструб, сапсан, боривітер, а також такі перелітні птахи як фламінго, лиска, гуси та качки.
На території парку також зустрічається 34 види плазунів.